# Wauconda
Wauconda é uma vila localizada no estado americano de Illinois, no Condado de Lake.

## Demografia
Segundo o censo americano de 2000, a sua população era de 9448 habitantes.
Em 2006, foi estimada uma população de 11.823, um aumento de 2375 (25.1%).

## Geografia
De acordo com o United States Census Bureau tem uma área de
11,1 km², dos quais 10,0 km² cobertos por terra e 1,1 km² cobertos por água. Wauconda localiza-se a aproximadamente 238 m acima do nível do mar.

## Localidades na vizinhança
O diagrama seguinte representa as localidades num raio de 8 km ao redor de Wauconda.